# Ciklomaltodekstrin glukanotransferaza
Kiklomaltodekstrin glukanotransferaza (EC 2.4.1.19, Bacillus macerans amilaza, ciklodekstrinska glukanotransferaza, alfa-ciklodekstrinska glukanotransferaza, alfa-ciklodekstrinska glikoziltransferaza, beta-ciklodekstrinska glukanotransferaza, beta-ciklodekstrinska glikoziltransferaza, gama-ciklodekstrinska glikoziltransferaza, ciklodekstrinska glikoziltransferaza, ciklomaltodekstrinska glukotransferaza, ciklomaltodekstrinska glikoziltransferaza, konhizaimu, alfa-1,4-glukan 4-glikoziltransferaza, ciklizacija, BMA, CGTaza, neutral-ciklodekstrin glikoziltransferaza, 1,4-alfa-D-glukan 4-alfa-D-(1,4-alfa-D-glukano)-transferaza (ciklizacija)) je enzim sa sistematskim imenom (1->4)-alfa-D-glukan:(1->4)-alfa-D-glukan 4-alfa-D-((1->4)-alfa-D-glukano)-transferaza (ciklizacija). Ovaj enzim katalizuje sledeću hemijsku reakciju
Ciklizuje deo (1->4)-alfa-D-glukanskog lanca putem formiranja (1->4)-alfa-D-glukozidne veze
Ciklomaltodekstrini (Schardinger dextrins) raznih veličina (6,7,8, etc. glukozne jednice) se formiraju reverzibilno iz skroba i sličnih supstrata.

## Literatura
- Nicholas C. Price; Lewis Stevens (1999). Fundamentals of Enzymology: The Cell and Molecular Biology of Catalytic Proteins (Third изд.). USA: Oxford University Press. ISBN 019850229X.
- Eric J. Toone (2006). Advances in Enzymology and Related Areas of Molecular Biology, Protein Evolution (Volume 75 изд.). Wiley-Interscience. ISBN 0471205036.
- Branden C; Tooze J. Introduction to Protein Structure. New York, NY: Garland Publishing. ISBN 0-8153-2305-0.
- Irwin H. Segel. Enzyme Kinetics: Behavior and Analysis of Rapid Equilibrium and Steady-State Enzyme Systems (Book 44 изд.). Wiley Classics Library. ISBN 0471303097.

## Spoljašnje veze
- Cyclomaltodextrin+glucanotransferase на 